# Oleggio
Oleggio es una localidad y comune italiana de la provincia de Novara, región de Piamonte, con 13.222 habitantes.

## Geografía
Oleggio limita con los siguientes municipios: Bellinzago Novarese, Marano Ticino, Mezzomerico, Momo, Vaprio d'Agogna y Vizzola Ticino.

## Evolución demográfica
| Gráfica de evolución demográfica de Oleggio entre 1861 y 2001 |
|                                                               |
| Fuente ISTAT - elaboración gráfica de Wikipedia               |